# Кров'яний суп
Кров'яний суп — будь-який суп, в якому як основний інгредієнт використовується кров (зазвичай тварини).

## В кухнях народів світу
Різні варіанти кров'яних супів існують у кухнях різних країн світу, як от:
- Спартанська юшка
- Похмільний суп
- Черніна
- Годля[sl] — традиційна словенська страва.
- Дінугуан[en] — філіппінський суп[1].
- Кров'яний пудинг (в'єт. tiết canh) — в'єтнамський суп з качиної крові.
- Мікірокка[en] — традиційна фінська страва.
- Прделачка[en] — традиційний чеський суп зі свинячої крові, який готують в сезон забиву свиней.
- Свартсоппа[en] — шведський суп з гусячою чи, рідше, свинячою кров'ю.
- Суп из курячої й качиної крові[zh] — кров'яний суп, популярний в Шанхаї.
- Суп з качиної крові й вермішелі[en] — традиційний китайський делікатес.
- Крувайне[lt] — литовський кров'яний суп.
- Яварлукру[en] — еквадорська страва з кров'ю ягнят.